# Кумбаса
Кумбаса — река в России, протекает по Пудожскому району Карелии, левый приток реки Водла (впадает в неё в 135 км от устья).
Исток — Кумбасозеро, в которое впадают Ендрика и Гузеньга. Также бассейну Кумбасы принадлежит Святозеро.
На правом берегу реки у её истока ранее находилась деревня Кумбасозеро, других населённых пунктов на реке нет.
В верхнем течении по реке проходит граница Пудожского района (на левом берегу) с Плесецким районом Архангельской области (на правом).
Протекает по малонаселённой болотистой местности на запад. Перед впадением в Водлу преодолевает несколько порогов.
Притоки — Ронжа (левый), Кильручей (правый).
Длина реки — 20 км, площадь водосборного бассейна — 592 км².